# Heinz Kaden
Heinz Kaden (* 22. August 1920) ist ein ehemaliger deutscher Fußballspieler. Er absolvierte für die BSG Wismut Aue insgesamt 30 Spiele in der DDR-Oberliga.

## Karriere
Zur Saison 1951/52 wechselte er zum Aufsteiger BSG Wismut Aue und debütierte für seine neue Mannschaft am ersten Spieltag. Beim 3:2-Sieg gegen die BSG Fortschritt Meerane wurde er von Trainer Walter Fritzsch über die gesamte Spielzeit eingesetzt und erzielte in der 7. Minute die zwischenzeitliche 2:0-Führung. Sein drittes und letztes Tor für die Auer erzielte er am 7. Oktober 1951 beim 4:1-Sieg gegen die BSG Einheit Pankow. In der 17. Minute erzielte er die zwischenzeitliche 2:0-Führung für Wismut Aue.
In der Saison 1952/53 belegte sie am Saisonende punktgleich hinter der SG Dynamo Dresden den zweiten Platz. Wegen der Punktgleichheit musste ein Entscheidungsspiel über den Meistertitel entscheiden. Im Entscheidungsspiel der DDR-Fußball-Oberliga 1952/53 verlor er mit seiner Mannschaft mit 2:3 gegen die Dresdner. Nach dieser Saison verließ er die BSG Wismut Aue und beendete seine Karriere.